# Мусхелишвили, Николай Иванович
Никола́й Ива́нович Мусхелишви́ли (Николоз Мусхелишвили; груз. ნიკოლოზ ივანეს ძე მუსხელიშვილი;  (4 февраля [16 февраля] 1891 года, г. Тифлис, Российская империя — 15 июля 1976 года, г. Тбилиси, СССР) — советский учёный, математик и механик, действительный член АН СССР (1939) и АН Грузинской ССР (1941). Герой Социалистического Труда (1945), лауреат двух Сталинских премий.

## Биография
Родился 16 февраля 1891 года в Тифлисе в семье военного инженера Ивана Левановича Мусхелишвили. Окончил 2-ю Тифлисскую гимназию (1909), в 1914 году — физико-математический факультет Петроградского университета; оставлен при университете для подготовки к профессорской деятельности. С 1915 по 1920 годы Николай Иванович преподавал высшую математику и механику в университете и других вузах Петрограда. Первая научная работа опубликована в 1915 году.
В 1920 году вернулся в Тбилиси; преподавал в Тбилисском университете и Грузинском политехническом институте (профессор с 1922 года). В 1933 году избран членом-корреспондентом АН СССР, а в 1939 году — действительным членом академии.
К заслугам Н. И. Мусхелишвили относят воспитание молодых научных кадров и создание научных учреждений и высших учебных заведений, создание сильной тбилисской школы математиков (выдающийся математик И. Н. Векуа — ученик Николая Ивановича). По его инициативе был создан Математический институт имени А. М. Размадзе Академии Наук Грузинской ССР. Курировал строительство Тбилисского академгородка
С 1934 года сотрудничал также в Математическом институте АН СССР, старший специалист.

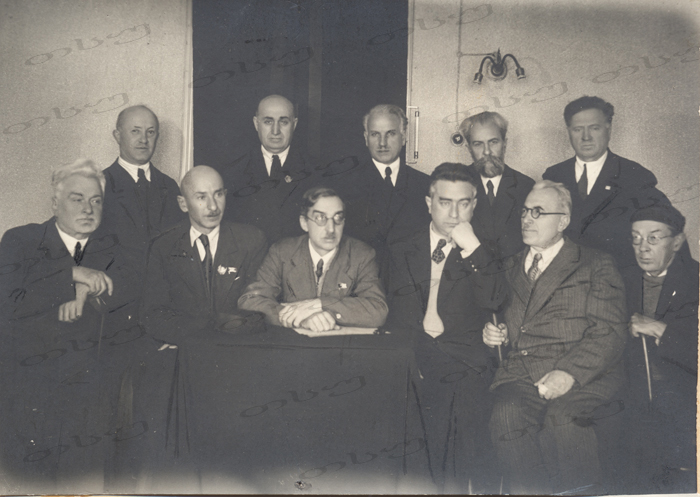
Первый президиум Академии наук Грузинской ССР : слева направо: Корнелий Кекелидзе, Николай Кецховели, Николай Мусхелишвили (председатель), Симон Джанашиа, Георгий Ахвледиани, Филипп Зайцев; Стоят: Александр Джанелидзе, Тарас Кварацхелия, Арнольд Чикобава, Георгий Чубинашвили, Акакий Шанидзе. 1941

Н. И. Мусхелишвили — один из основателей Академии Наук Грузинской ССР. Первый президент Академии Наук Грузинской ССР (с 10 февраля 1941 года по 3 мая 1972 года). Затем — почётный президент Академии Наук Грузинской ССР (с 3 мая 1972 года по 15 июля 1976 года).
Стал первым председателем и в течение 20 лет возглавлял Национальный комитет СССР по теоретической и прикладной механике (был учреждён постановлением Президиума Академии наук 31.08.1956 в связи с разрешённым тогда Правительством СССР расширением международных научных контактов). Являлся членом многих иностранных академий, научных учреждений и обществ. Депутат Верховного Совета СССР 1—8-го созывов. Являлся членом ЦК КП Грузии. Был избран почётным членом АН Армянской ССР.
Скончался 15 июля 1976 года в Тбилиси. Похоронен в Пантеоне на горе Мтацминда, где находятся могилы выдающихся деятелей Грузии.

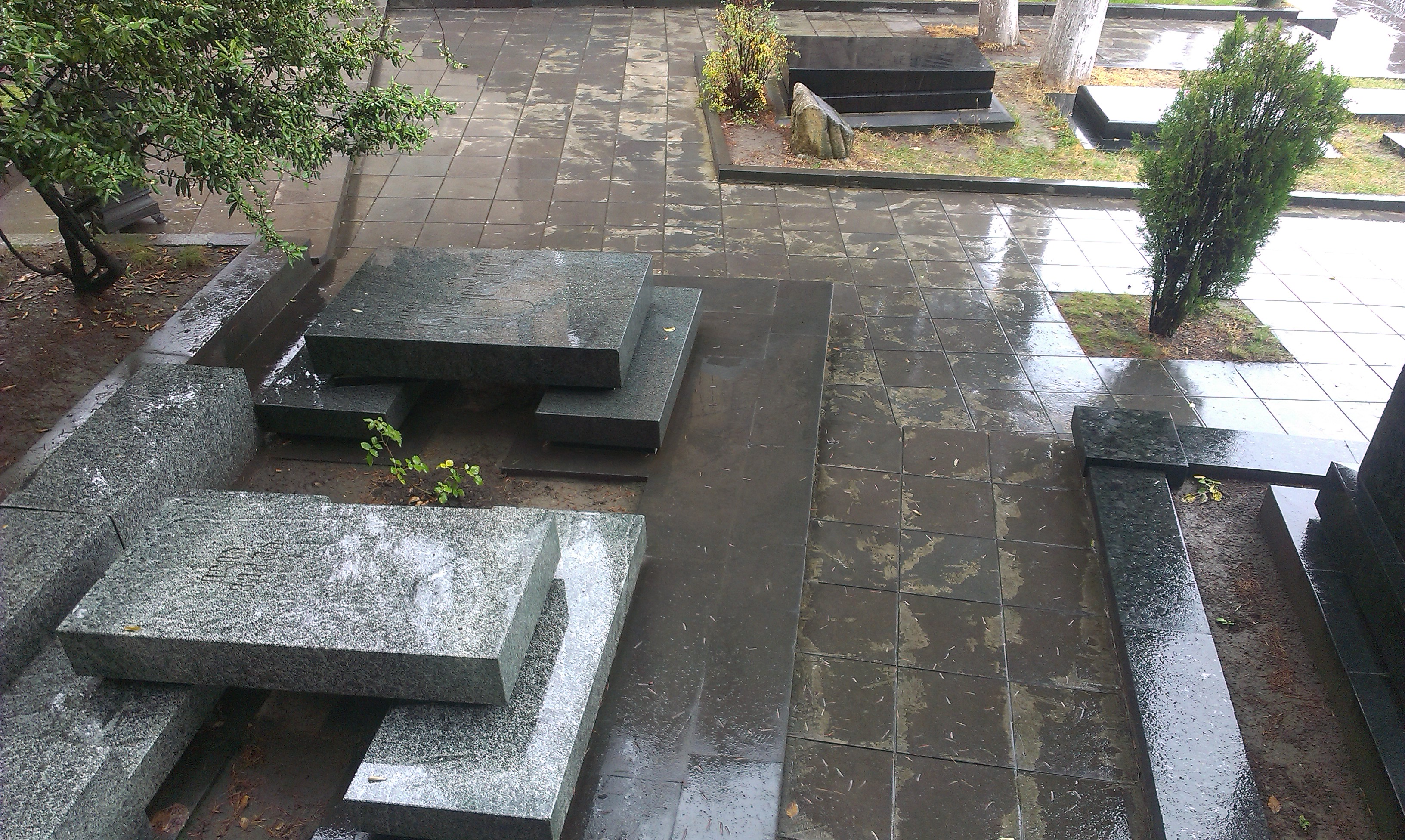
Мтацминда. Могилы Векуа (ближняя) и Мусхелишвили (дальняя)

Имя Мусхелишвили носит Кутаисский политехнический институт.

## Научная деятельность
Первая научная работа опубликована в 1915 году (совместно с Г. В. Колосовым) «О равновесии упругих круглых дисков».
Научные исследования Н. И. Мусхелишвили относятся к разделам математики и механики — теория упругости, интегральные уравнения, граничные задачи теории функций и другие; в них также были даны решения задач, которые встречаются во многих вопросах техники (сопротивление материалов, прочностные расчеты). Работы имели практическое значение при производстве вооружения и боеприпасов.
Большая часть научных трудов посвящена задачам плоской статической теории упругости. В работах Н. И. Мусхелишвили и его учеников были решены все главнейшие проблемы плоской задачи в статическом случае. Методы, созданные Н. И. Мусхелишвили, которые основаны на аппарате теории функций комплексного переменного, нашли применение и в ряде других задач математической физики и теории дифференциальных уравнений в частных производных. Ряд работ Н. И. Мусхелишвили посвящён задачам кручения и изгиба стержней, кручению и изгибу составных брусьев. Эти исследования нашли дальнейшее развитие в работах его учеников по нелинейной теории упругости.
Монографии «Некоторые основные задачи математической теории упругости» (Сталинская премия первой степени за второе издание в 1941 году), «Сингулярные уравнения» многократно переиздавались, переводились на иностранные языки.

## Награды и премии
- Сталинская премия I степени (13 марта 1941) — за научную работу «Некоторые основные задачи математической теории упругости», опубликованную в 1935 году
- Сталинская премия II степени (1947)
- Большая золотая медаль имени М. В. Ломоносова (1972)
- Герой Социалистического Труда (10 июня 1945) — за выдающиеся научные заслуги в области механики, особенно в теории упругости, а также за многолетнюю плодотворную работу по подготовке научных кадров
- Орден Ленина (22 февраля 1941)[3]
- Орден Ленина (10 июня 1945) — за выдающиеся научные заслуги в области механики, особенно в теории упругости, а также за многолетнюю плодотворную работу по подготовке научных кадров
- Орден Ленина (19 сентября 1953)
- Орден Ленина (16 февраля 1961)
- Орден Ленина (2 апреля 1966)
- Орден Ленина (17 сентября 1975)
- Орден Октябрьской Революции (20 июля 1971)
- Орден Трудового Красного знамени (4 ноября 1944) — за выдающиеся заслуги в деле подготовки специалистов для народного хозяйства и культурного строительства
- Медаль «За трудовую доблесть» (29 августа 1960)
- Медаль «За оборону Кавказа» (1944)
- Лауреат международной премии имени Модесто Панетти (Италия)

## Известные адреса
Тбилиси, проспект Чавчавадзе, 19.